# Legoland New York
A Legoland New York Resort egy tematikus park a New York állambeli Goshenben, a Merlin Entertainments tulajdonában. A 200 hektáros területből 61 hektárnyi területen elhelyezkedő, hét Lego témájú területből áll. A park számos olyan építményt és attrakciót tartalmaz, amelyek Legóból készültek, vagy úgy tervezték, hogy Legóra hasonlítsanak.
A park eredetileg 500 millió amerikai dollárba került, és öt évig tartott az építése. A témapark 2021. május 20-án nyitotta meg kapuit, soft launchként azok számára, akik exkluzív „1st to play” bérletet vásároltak. A nagyközönség számára a hivatalos megnyitóra 2021. május 29-én került sor, így a Legoland New York Resort 1974 óta az első szabadtéri vidámparki kiegészítés az északkeleti régióban.

## Története
A Legoland New York a kilencedik Legoland park világszerte. Az Amerikai Egyesült Államokban ez a harmadik park a Legoland California (1999) és a Legoland Florida (2011) után.

## Építése
A harmadik Legoland helyszínre vonatkozó javaslatok az Egyesült Államokban 2015 októberében kezdődtek, amikor a Merlin Entertainments fontolóra vette egy üdülőhely építését a Rockland megyei Haverstrawban. Ez a javaslat tartalmazott egy vidámparkot, vízi parkot és szállodát. A terveket azonban azonnal visszavonták a lakosok aggodalmai miatt. 2016. május 26-án újra fontolóra vették a Legoland New Yorkot a New York állambeli Goshen városában, a rendelkezésre álló extra terület, valamint a New York-i metropolisz közelség miatt. A felülvizsgált tervek megtartanák a vidámparkot és a szállodát, de a vízi parkot kizárnák.
2017. október 19-én Goshen városa jóváhagyta a park terveit, majd hat nappal később, 2017. október 25-én a Merlin Entertainments hivatalosan is bejelentette a Legoland New Yorkot, egy 500 hektáros vidámparkot 250 szobás szállodával. 2017. október 19-én a New York állambeli Empire State Development Corporation 10 millió dollárral támogatta a projektet a várhatóan megnövekedő járműforgalom támogatására, a Meriln Entertainment pedig további 30 millió dollárt, összesen 40 millió dollárt biztosított. A terv részeként a NY 17-es út 125-ös kijáratának nyugati rámpáját 4000 lábnyira áthelyezték, hogy a látogatók biztonságosabban tudjanak fel- és lehajtani az autópályáról, a 17-es út és a Harriman Drive egyes szakaszai további sávokat kaptak, és egy hidat építettek. 2022. október 26-án, reggel 9 órakor zárták le a régi kijáratot, és ugyanezen év december elején fejezték be az újat. A 125-ös kijárat elrendezése, amely napi szinten akár 3000 autó belépését is képes kezelni, megfelel az Interstate Highway System által meghatározott szabványoknak, azzal a szándékkal, hogy az NY 17-es szakaszt valamikor a jövőben Interstate 86-os autópályává alakítsák át.
2019 végén bejelentették, hogy az üdülőhely 2020. július 4-én nyitja meg kapuit a nagyközönség előtt, ami egybeesett a Függetlenség Napjával. 2020. március 31-én a New York-i COVID-19 járvány kitörése miatt a projekt építését leállították, és a nyitást 2021 elejére tolták. 2020 decemberében és 2021 januárjában a 2019-ben megvásárolt bérletet vásárlók exkluzív hozzáférést kaptak az első két terület, a Brick Street és a Bricktopia belsejébe. A vendégek körülnézhettek a két vidéken, valamint ételt és árut vásárolhattak, de nem voltak nyitva a hullámvasutak. 2021. február 19-én New York állam kormánya bejelentette, hogy a családi attrakciók újra kinyitnak, ami a Legoland 2021-es megnyitását jelezte. 2021. február 19-én New York állam végül engedélyezte, hogy a Legoland áprilisban megnyithasson a többi állami vidámparkkal együtt.